# 팬오션
팬오션(영어: Pan Ocean Co. Ltd.)은 대한민국의 해운 회사이다. 사업 분야로는 정기선, 부정기선, 벌크선, 컨테이너선, 탱커선, 가스선, 중량화물운반, 곡물운송이 있다.

## 연혁
- 1966년 5월: 범양전용선주식회사 설립
- 1984년 4월: 범양상선주식회사로 회사명 변경
- 2004년 11월: STX팬오션으로 회사명 변경[1]
- 2005년 7월: 한국 최초 싱가폴증권거래소(SGX) 상장
- 2007년 9월: 한국거래소 상장
- 2013년 11월: 회생계획안 인가
- 2013년 12월: 팬오션 주식회사로 회사명 변경
- 2015년 7월: 하림그룹 계열 편입[2]

## 여담
최근에 하림그룹 계열사 팬오션이 한진칼 지분 및 노후 선박을 매각진행 중이다. 일각에서는 하림그룹이 HMM 인수전에 나서면서 인수자금 확보를 위해 매각을 진행한 것이란 해석이 지배적이다.

## 같이 보기
- STX유럽
- 현대글로비스